# Котовское сельское поселение (Волгоградская область)
Кото́вское се́льское поселе́ние — муниципальное образование в составе Урюпинского района Волгоградской области.
Административный центр — хутор Котовский.

## История
Котовское сельское поселение образовано 30 марта 2005 года в соответствии с Законом Волгоградской области № 1037-ОД.

## Население
| 2010 | 2012  | 2013  | 2014  | 2015  | 2016 | 2017 |
| ---- | ----- | ----- | ----- | ----- | ---- | ---- |
| 1032 | ↘1029 | ↘1025 | ↗1038 | ↘1004 | ↘991 | ↘981 |
| 2018 | 2019  | 2020  | 2021  |       |      |      |
| ↗991 | ↘969  | ↘943  | ↘915  |       |      |      |

## Состав сельского поселения
| № | Населённый пункт | Тип населённого пункта        | Население |
| - | ---------------- | ----------------------------- | --------- |
| 1 | Вдовольный       | хутор                         | 79        |
| 2 | Котовский        | хутор, административный центр | 953       |